# Théodule Ribot

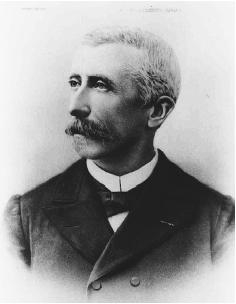
Théodule Ribot op jonge leeftijd

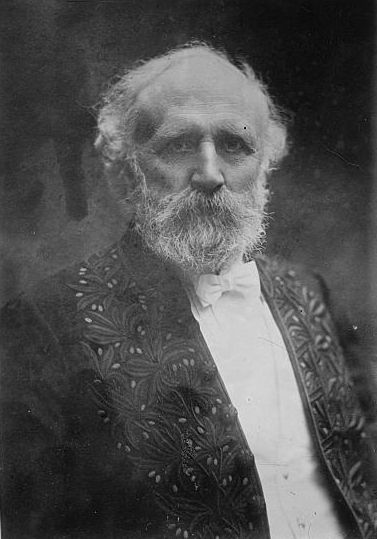
Théodule Ribot in 1914

Théodule Ribot (Guingamp, 18 december 1839 - Parijs, 9 december 1916) is een van de grondleggers van de Franse psychologie.

## Biografie
Théodule Ribot volgde een opleiding aan het lycée Saint-Brieuc, waarna hij een administratieve functie bekleedde. Twee jaar later geeft hij zijn werk op, en vestigt zich in Parijs, waar hij wordt toegelaten tot de studie in de filosofie aan de École normale supérieure. Na zijn eindexamen in 1866, behaalt hij de doctorsgraad in 1875.
Hij doceert daarna filosofie op de lycea van Vesoul en Laval, waarna hij terugkeert naar Parijs om zich daar te wijden aan onderzoek op het terrein van de experimentele psychologie. Vanaf 1875 doceert hij dit vak aan de Sorbonne, na zijn aanstelling al hoogleraar in de experimentele en vergelijkende psychologie aan het Collège de France.

## Werk
Ribot beschrijft in de boeken La Psychologie anglaise contemporaine (1870) et La Psychologie allemande contemporaine (1879) de experimentele psychologie van zijn tijd . Hij pleit daarin voor een scheiding tussen de filosofie en psychologie, en voor het gebruik van methoden ontleend aan de fysiologie en natuurwetenschappen in het onderzoek naar geest en emoties.
Zijn proefschrift getiteld L'Hérédité des caractères psychologiques opent de deur naar de psychologiefaculteit. Hij bekleedt daar een leerstoel in de experimentele psychologie aan het Collège de France, en helpt Henri Beaunis bij het opzetten van het eerste experimenteel psychologische laboratorium. Hij richt het tijdschrift Revue philosophique de la France et de l'étranger op, waarin de nieuwe aanpak van de psychologie in Frankrijk wordt uitgewerkt en gepropageerd.
Ribot beschouwde emoties als afspiegelingen van de fysiologische toestand van het organisme. Hij deed ook veel onderzoek naar geheugenstoornissen, dat uitmondde in de publicaties als Maladies de la mémoire (1881), Maladies de la volonté (1885) en Maladies de la personnalité (1883). Hij verdedigde daarbij het idee dat het verloop van amnesie (geheugenstoornissen) beantwoordt aan het principe: ‘van nieuw naar oud, van complex naar elementair, van bewust naar automatisch, en van minst naar meest georganiseerd’ (het eerste is altijd het element dat het eerst verloren gaat, of na herstel het laatst terugkeert). Dit principe staat ook wel bekend als de ribotgradiënt.
Ribot was ook een der eersten die inzag dat het menselijk geheugen uit meerdere systemen is opgebouwd. Dit is later bekend geworden als procedureel (impliciet) en expliciet geheugen, episodisch geheugen en semantisch geheugen, en rationeel verus affectief denken. Ribots vroege ideeën zijn later door cognitief georiënteerde neurowetenschappers als Endel Tulving en Antonio Damasio verder uitgewerkt.

## Boeken
- 1870 · La Psychologle anglaise contemporaine
- 1873 · L'Hérédité. Étude psychologique
- 1874 · La Philosophie de Schopenhauer
- 1879 · La Psychologie allemande contemporaine
- 1881 · Les Maladies de la mémoire
- 1882 · Les Maladies de la volonté
- 1885 · Les Maladies de la personnalité
- 1886 · La Psychologie du raisonnement : recherches expérimentales par l’hypnotisme
- 1887 · Le Fétichisme dans l’amour
- 1888 · La Psychologie de l'attention
- 1894 · Psychologie des grands calculateurs et des joueurs d’échecs
- 1896 · La Psychologie des sentiments
- 1897 · L'Evolution des idées genérales
- 1900 · Essai sur l'imagination créatrice
- 1900 · La Suggestibilité
- 1903 · Les Obsessions et la psychasthénie
- 1903 · L’étude expérimentale de l’intelligence
- 1904 · La Logique des sentiments
- 1906 · Essai sur les passions
- 1911 · Les idées modernes sur les enfants
- 1919 · Les Médications psychologiques
- 1926 · De l'Angoisse à l’extase